# Giro di Danimarca 2011
Il Giro di Danimarca 2011, ventunesima edizione della corsa, si svolse dal 3 al 7 agosto 2011 su un percorso di 830 km ripartiti in 6 tappe, con partenza da Esbjerg e arrivo a Frederiksberg. Fu vinto dall'australiano Simon Gerrans della Sky Procycling davanti all'italiano Daniele Bennati e al danese Michael Morkov.

## Tappe
| Tappa  | Data     | Percorso                                  | km    | Vincitore di tappa | Leader cl. generale |
| ------ | -------- | ----------------------------------------- | ----- | ------------------ | ------------------- |
| 1ª     | 3 agosto | Esbjerg > Esbjerg                         | 175   | Sacha Modolo       | Sacha Modolo        |
| 2ª     | 4 agosto | Grindsted > Aarhus                        | 189   | Rémi Cusin         | Matti Breschel      |
| 3ª     | 5 agosto | Aarhus > Vejle                            | 181   | Jakob Fuglsang     | Simon Gerrans       |
| 4ª     | 6 agosto | Soro > Frederiksværk                      | 111   | Sacha Modolo       | Simon Gerrans       |
| 5ª     | 6 agosto | Helsingør > Helsingør (cron. individuale) | 14,2  | Richie Porte       | Simon Gerrans       |
| 6ª     | 7 agosto | Hillerod > Frederiksberg                  | 162,4 | Theo Bos           | Simon Gerrans       |
| Totale | Totale   | Totale                                    | 830   |                    |                     |

## Dettagli delle tappe

### 1ª tappa
- 3 agosto: Esbjerg > Esbjerg – 175 km

| Pos. | Corridore      | Squadra   | Tempo    |
| ---- | -------------- | --------- | -------- |
| 1    | Sacha Modolo   | Colnago   | 3h59'21" |
| 2    | Matti Breschel | Rabobank  | s.t.     |
| 3    | Michael Morkov | Saxo Bank | s.t.     |

| Pos. | Corridore      | Squadra   | Tempo    |
| ---- | -------------- | --------- | -------- |
| 1    | Sacha Modolo   | Colnago   | 3h59'11" |
| 2    | Michael Morkov | Saxo Bank | a 3"     |
| 3    | Matti Breschel | Rabobank  | a 4"     |

### 2ª tappa
- 4 agosto: Grindsted > Aarhus – 189 km

| Pos. | Corridore       | Squadra      | Tempo    |
| ---- | --------------- | ------------ | -------- |
| 1    | Rémi Cusin      | Cofidis      | 4h34'19" |
| 2    | Matti Breschel  | Rabobank     | s.t.     |
| 3    | Daniele Bennati | Leopard-Trek | a 2"     |

| Pos. | Corridore      | Squadra   | Tempo    |
| ---- | -------------- | --------- | -------- |
| 1    | Matti Breschel | Rabobank  | 8h33'28" |
| 2    | Sacha Modolo   | Colnago   | a 4"     |
| 3    | Michael Morkov | Saxo Bank | a 7"     |

### 3ª tappa
- 5 agosto: Aarhus > Vejle – 181 km

| Pos. | Corridore       | Squadra      | Tempo    |
| ---- | --------------- | ------------ | -------- |
| 1    | Jakob Fuglsang  | Leopard-Trek | 4h29'38" |
| 2    | Simon Gerrans   | Sky          | a 2"     |
| 3    | Daniele Bennati | Leopard-Trek | a 11"    |

| Pos. | Corridore       | Squadra      | Tempo     |
| ---- | --------------- | ------------ | --------- |
| 1    | Simon Gerrans   | Sky          | 13h03'15" |
| 2    | Matti Breschel  | Rabobank     | a 4"      |
| 3    | Daniele Bennati | Leopard-Trek | a 8"      |

### 4ª tappa
- 6 agosto: Soro > Frederiksværk – 111 km

| Pos. | Corridore       | Squadra      | Tempo    |
| ---- | --------------- | ------------ | -------- |
| 1    | Sacha Modolo    | Colnago      | 2h25'20" |
| 2    | Jure Kocjan     | Type 1       | s.t.     |
| 3    | Daniele Bennati | Leopard-Trek | s.t.     |

| Pos. | Corridore       | Squadra      | Tempo     |
| ---- | --------------- | ------------ | --------- |
| 1    | Simon Gerrans   | Sky          | 15h28'35" |
| 2    | Matti Breschel  | Rabobank     | a 4"      |
| 3    | Daniele Bennati | Leopard-Trek | a 6"      |

### 5ª tappa
- 6 agosto: Helsingør > Helsingør (cron. individuale) – 14,2 km

| Pos. | Corridore           | Squadra   | Tempo  |
| ---- | ------------------- | --------- | ------ |
| 1    | Richie Porte        | Saxo Bank | 15'09" |
| 2    | Gustav Erik Larsson | Saxo Bank | a 10"  |
| 3    | Alex Dowsett        | Sky       | a 17"  |

| Pos. | Corridore       | Squadra      | Tempo     |
| ---- | --------------- | ------------ | --------- |
| 1    | Simon Gerrans   | Sky          | 15h44'13" |
| 2    | Daniele Bennati | Leopard-Trek | a 8"      |
| 3    | Michael Morkov  | Saxo Bank    | a 26"     |

### 6ª tappa
- 7 agosto: Hillerod > Frederiksberg – 162,4 km

| Pos. | Corridore       | Squadra  | Tempo    |
| ---- | --------------- | -------- | -------- |
| 1    | Theo Bos        | Rabobank | 3h27'51" |
| 2    | Sacha Modolo    | Colnago  | s.t.     |
| 3    | Manuel Belletti | Colnago  | s.t.     |

| Pos. | Corridore       | Squadra      | Tempo     |
| ---- | --------------- | ------------ | --------- |
| 1    | Simon Gerrans   | Sky          | 19h12'01" |
| 2    | Daniele Bennati | Leopard-Trek | a 9"      |
| 3    | Michael Morkov  | Saxo Bank    | a 29"     |

## Classifiche finali

### Classifica generale
| Pos. | Corridore         | Squadra                      | Tempo     |
| ---- | ----------------- | ---------------------------- | --------- |
| 1    | Simon Gerrans     | Sky Procycling               | 19h12'01" |
| 2    | Daniele Bennati   | Team Leopard-Trek            | a 9"      |
| 3    | Michael Morkov    | Saxo Bank-Sungard            | a 29"     |
| 4    | Damien Gaudin     | Team Europcar                | a 33"     |
| 5    | Alex Dowsett      | Sky Procycling               | a 41"     |
| 6    | Dario David Cioni | Sky Procycling               | a 49"     |
| 7    | Jerome Cousin     | Team Europcar                | a 57"     |
| 8    | Daniele Colli     | Geox-TMC                     | a 58"     |
| 9    | Zico Waeytens     | Topsport Vlaanderen-Mercator | a 1'13"   |
| 10   | Sébastien Turgot  | Team Europcar                | a 1'14"   |